# Marco Tizza
Marco Tizza (Giussano, província de Monza i Brianza, 6 de febrer de 1992) és un ciclista italià, professional des del 2015.

## Palmarès
- 2014
  - 1r al Trofeu Ciutat de Brescia
  - 1r al Gran Premi de la indústria i el comerç artesanal de Carnago
- 2019
  - Vencedor d'una etapa al Sibiu Cycling Tour

## Resultats
- Resultats a cyclingarchives.com
- Resultats a cyclebase.nl
- Resultats a museociclismo.it
- Resultats a procyclingstats.com